# 佩加蒙博物館
帕加馬博物館（德語：Pergamonmuseum; 發音：[ˈpɐ.ɡa.mɔn.muˌzeː.ʊm] ⓘ，或譯「佩加蒙博物館」、別迦摩博物馆）是位于德国柏林博物馆岛的一座艺术博物館，其建築物是由德國皇帝威廉二世根據阿爾弗雷德·梅塞爾和路德維希·霍夫曼的計劃於1910年至1930 年間以简约古典主义風格建造的。1999年，該博物館作为博物馆岛的一部分被聯合國教科文組織列入世界遗产。
目前，佩加蒙博物館是古物收藏館的所在地，並展示包括小亞細亞帕加马祭坛、米利都市場大門，以及巴比伦伊什塔尔城门複製品，以及中东、伊斯兰艺术等古物。每年有100多萬人次参观，为德国访客最多的博物馆，目前部分建築將關閉進行翻新，直至2025年開放。

## 起源
1904年，博物館島上的凱撒·腓特烈博物館（今博德博物館）開放時，由於博物館還不足以容納在帝國監督下挖掘的所有藝術和考古寶藏等展示品。再加上來自古巴比倫、烏魯克、阿蘇爾、米利都、普里埃內和古埃及地區的挖掘工作仍在進行中，這些遺址所出土的物品無法在現有的德國博物館系統中展示。凱撒·腓特烈博物館的館長威廉·馮·博德則發起在附近建造一座新博物館的計劃，以容納這些展示作品。
1906年，阿爾弗雷德·梅塞爾，開始設計佩加蒙博物館的構造。然而在1909年他去世後，他的朋友路德維希·霍夫曼則接手該項目，並於1910年開始進行正式的施工，建築在第一次世界大戰和威瑪共和國惡性通貨膨脹期間持續興建。最終於1920年代落成。建成的建築則於1930年開放。
佩加蒙博物館在第二次世界大戰末期對於柏林的轟炸中遭到嚴重破壞。然而很多展品都存放在安全的地方，一些大型展品被圍起來保護。1945年，紅軍收集了所有博物館物品作為戰利品，到1958年，大部分物品才返回東德。一些文物仍留在俄羅斯。目前存放在莫斯科的普希金造型藝術博物館和聖彼得堡的冬宮博物館， 德國和俄羅斯政府之間的條約原安排將歸還這些物品，但截至2003年6月，俄羅斯尚未歸還該物品。

## 展品
佩加蒙博物館包含三个馆区：古典艺术馆、伊斯兰艺术馆和西亚艺术馆。
古典艺术区有三个展厅陈列了古希腊和古罗马时期的建筑。

古典艺术展区
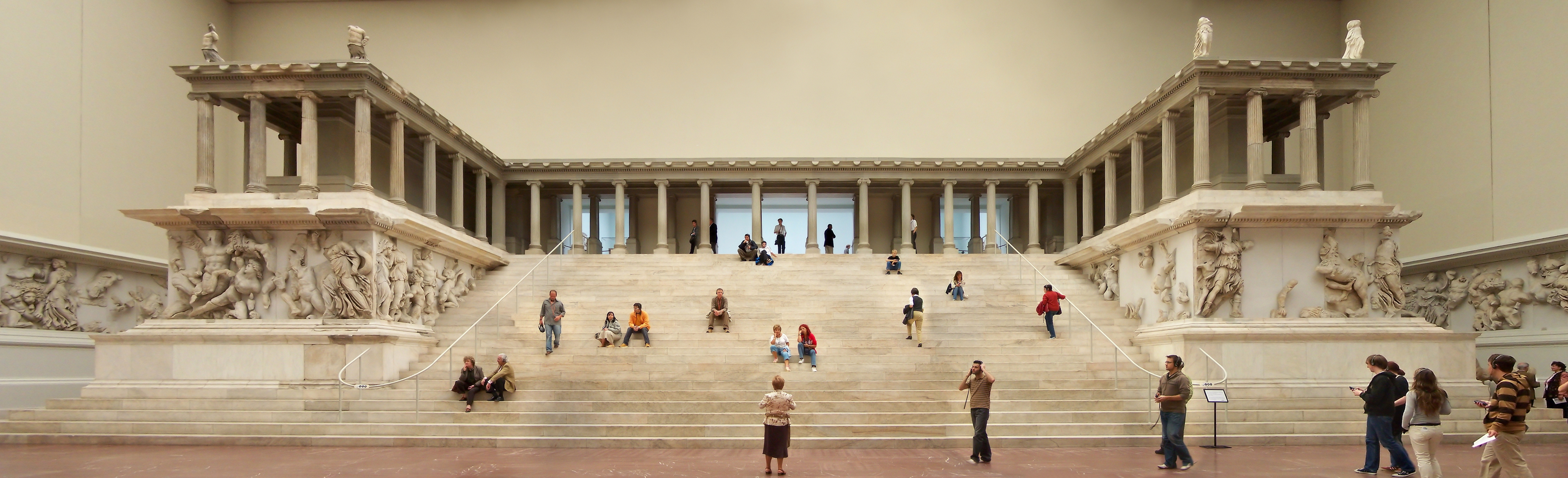
帕加马祭坛
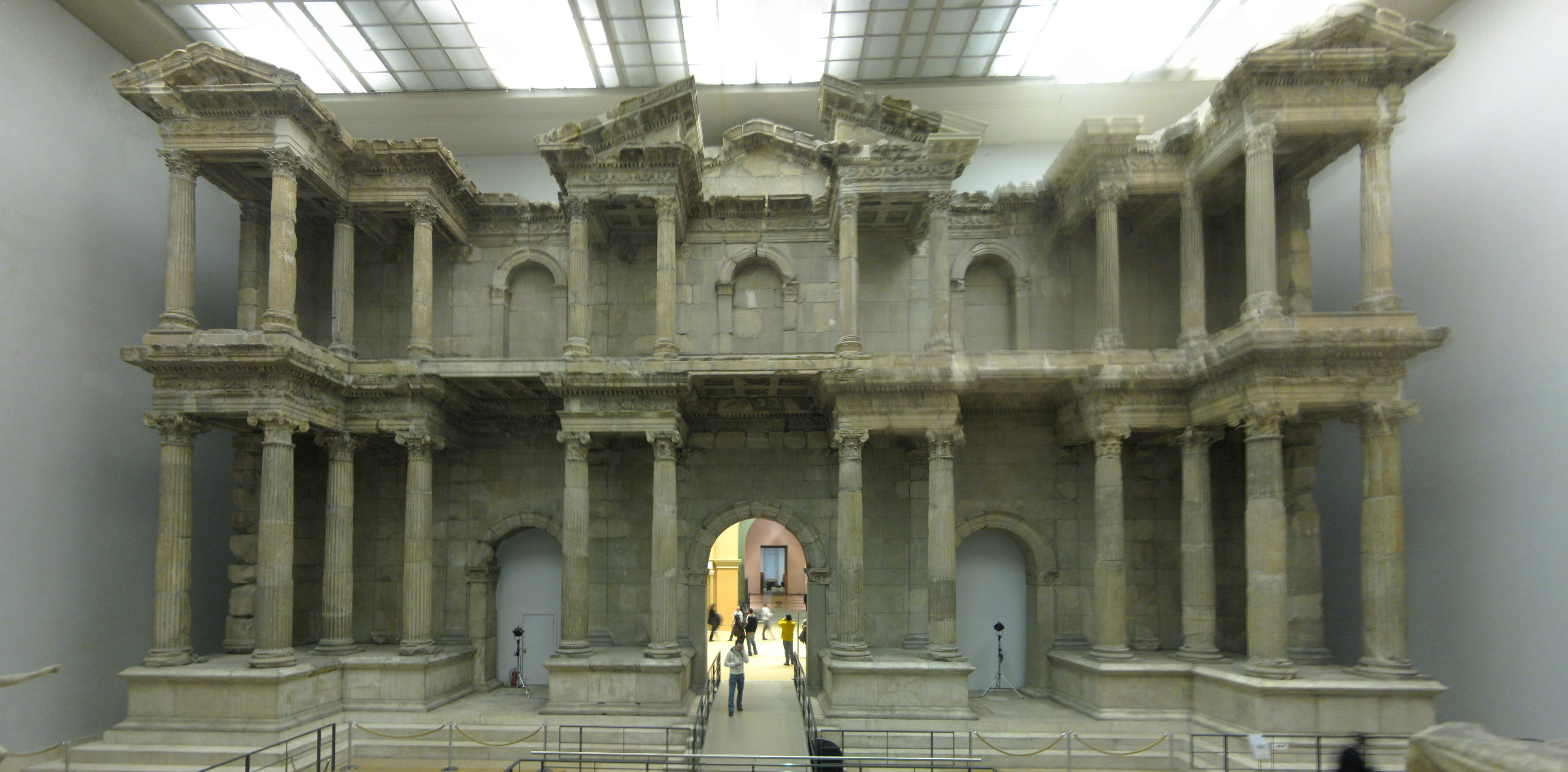
米利都市场大门
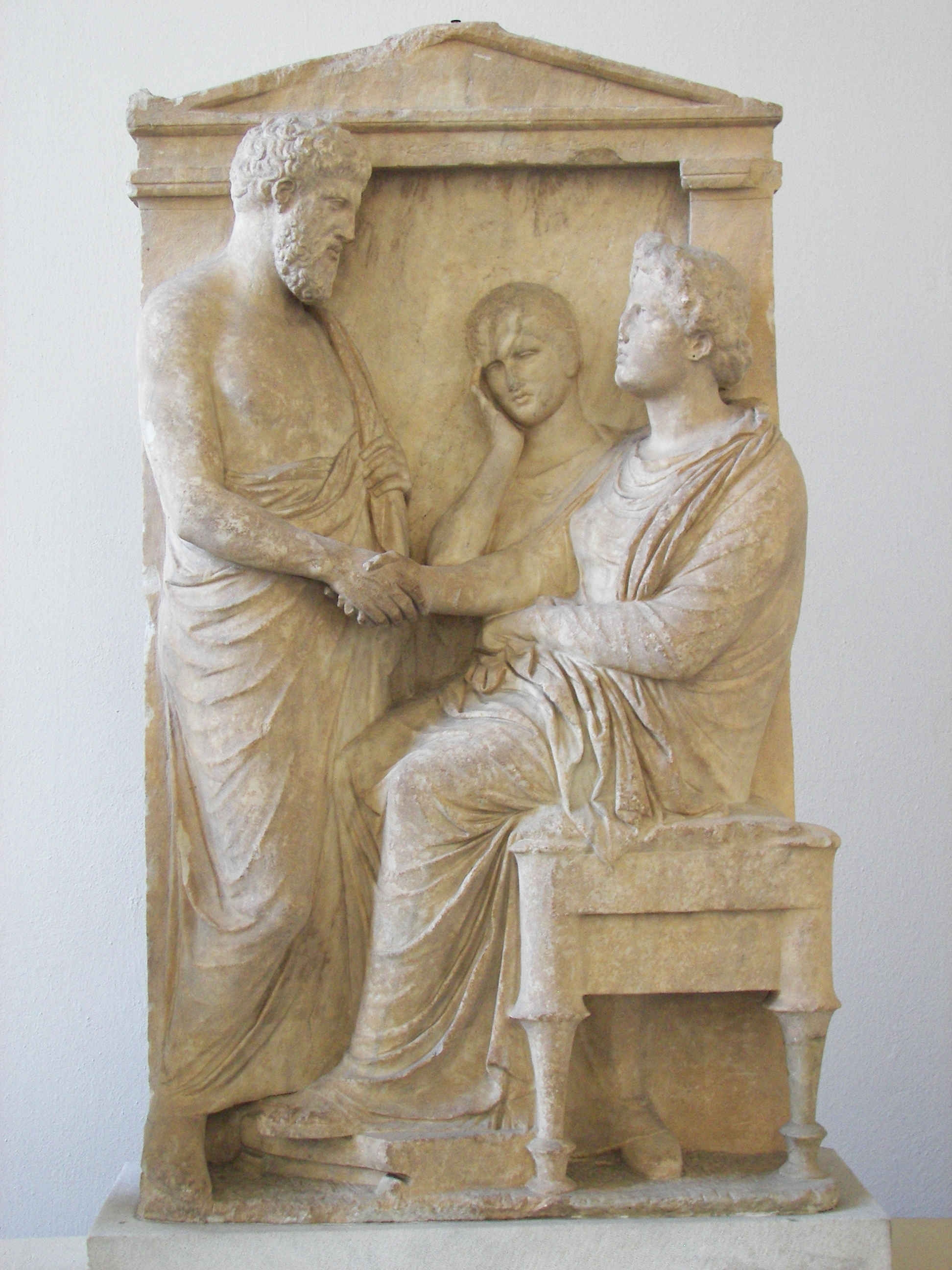
Thraseas和Euandria浮雕（英语：Grave relief of Thraseas and Euandria）

伊斯兰艺术馆
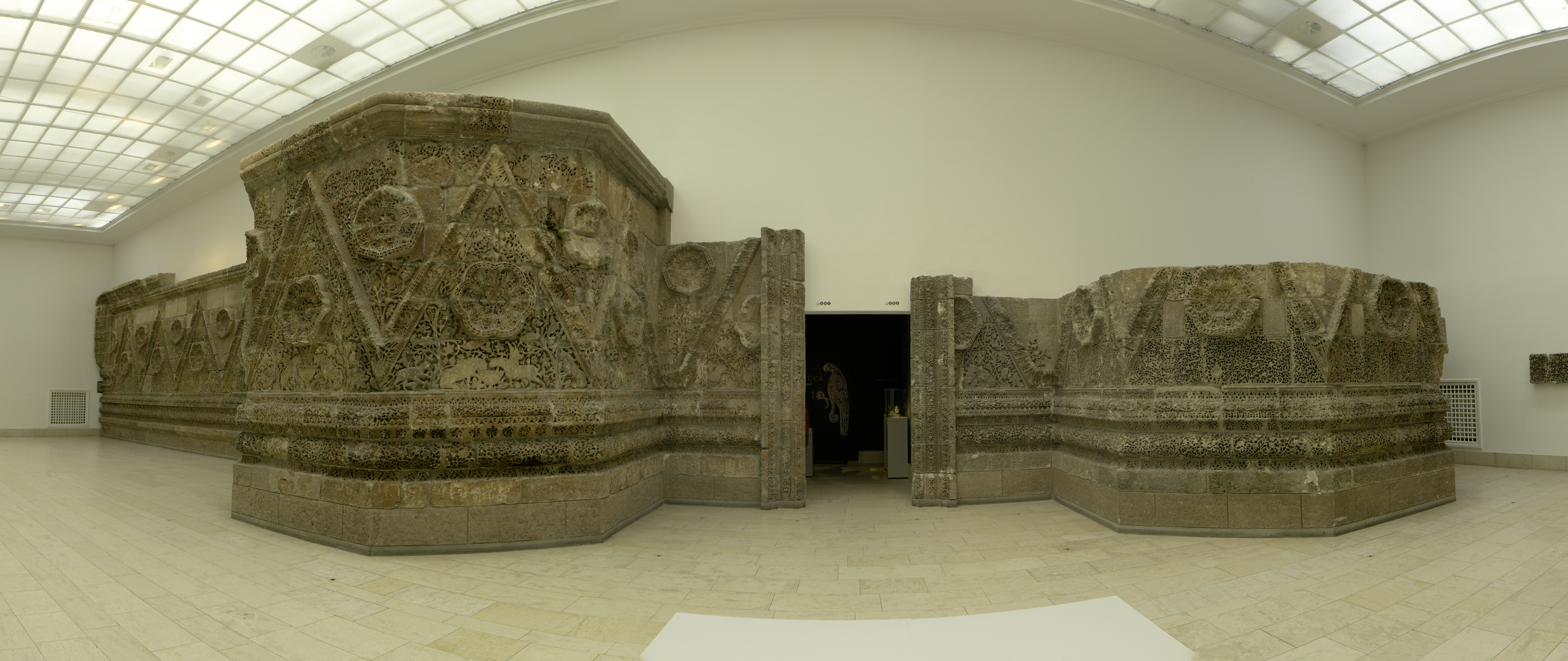
Mshatta Facade
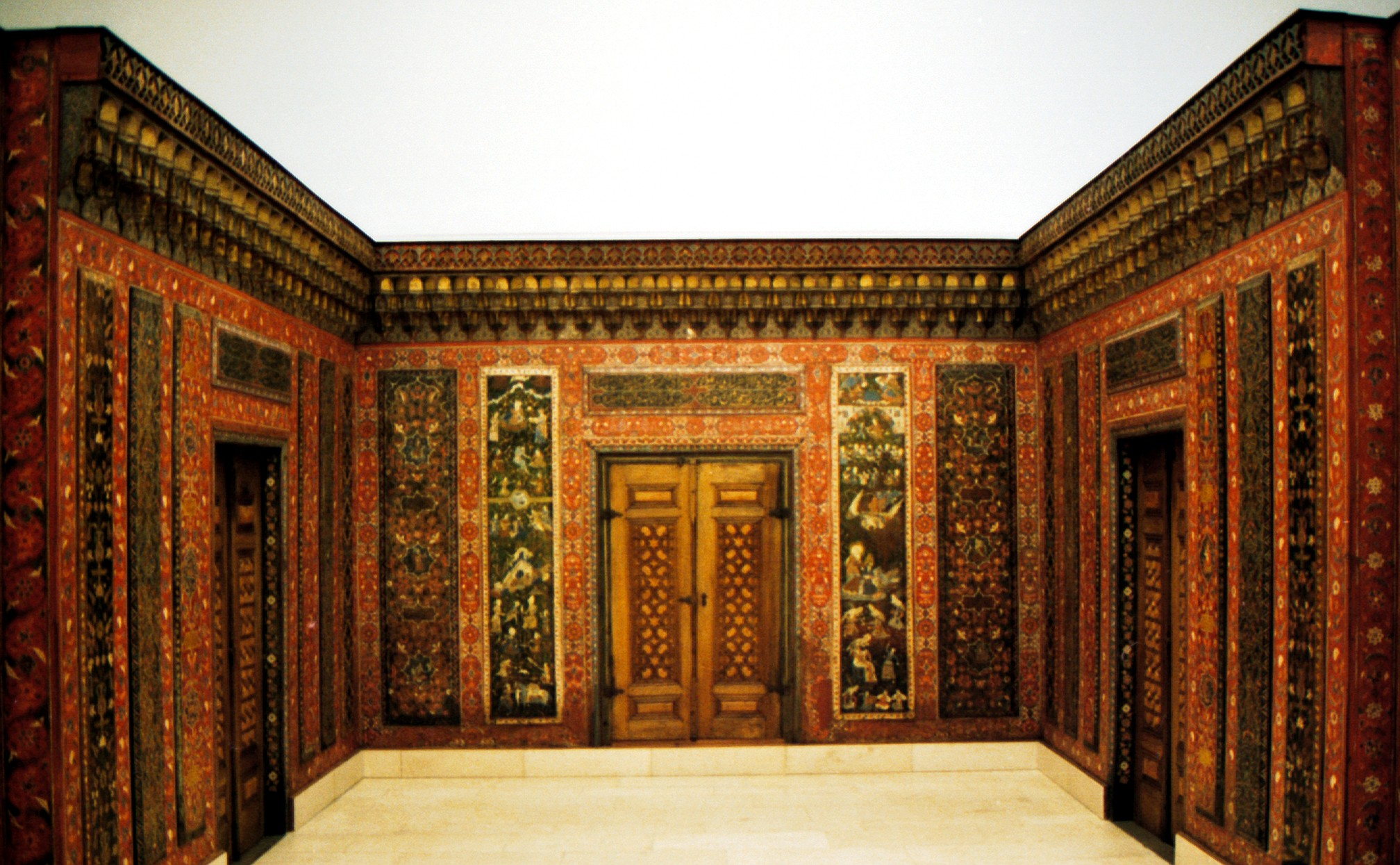
阿勒颇厅（英语：Aleppo Room）

西亚艺术馆收藏的27万件展品见证了美索不达米亚、叙利亚和安纳托利亚6000年的历史，主要是德国在巴比伦、亚述古城、乌鲁克和萨姆阿尔发掘中收集的。

西亚艺术馆
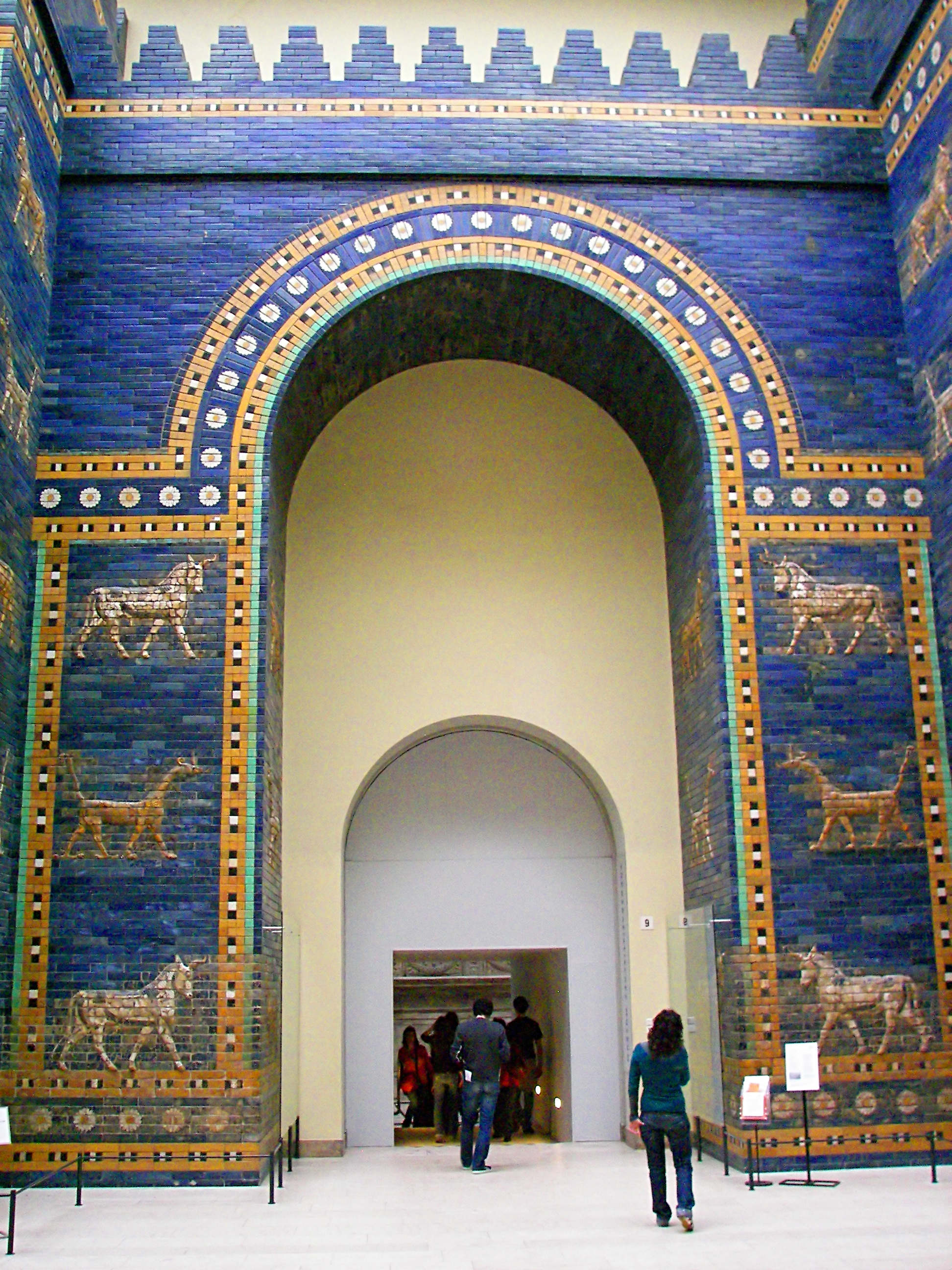
伊什塔尔城门
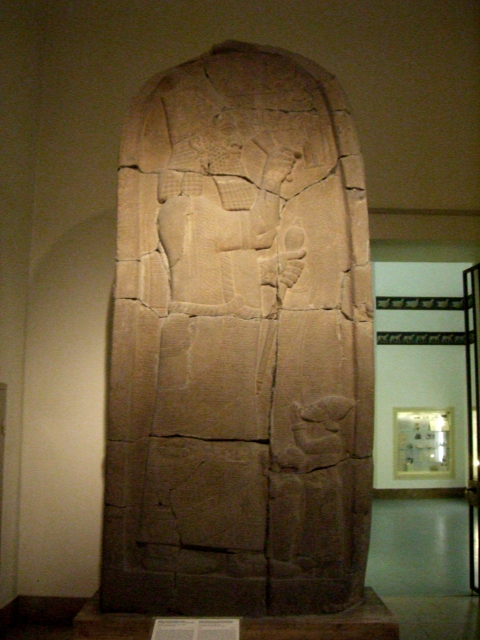
阿萨尔哈东石碑

## 外部連結
- 官方网站
- Virtual tour （页面存档备份，存于）
- Virtual tour of the Pergamon Museum （页面存档备份，存于） provided by Google Arts & Culture
- 维基共享资源上的相關多媒體資源：佩加蒙博物館